# Wigginton, Hertfordshire
Wigginton är en ort och civil parish i Storbritannien.   Den ligger i grevskapet Hertfordshire och riksdelen England, i den södra delen av landet, 50 km nordväst om huvudstaden London. Wigginton ligger 212 meter över havet och antalet invånare är 1 402.
Terrängen runt Wigginton är huvudsakligen platt, men västerut är den kuperad. Wigginton ligger uppe på en höjd. Runt Wigginton är det tätbefolkat, med 570 invånare per kvadratkilometer. Närmaste större samhälle är Luton, 18,6 km nordost om Wigginton. Trakten runt Wigginton består till största delen av jordbruksmark.